# Haho
Haho är en ort i Burkina Faso. Den ligger i regionen Boucle du Mouhoun, i den västra delen av landet, 200 km väster om huvudstaden Ouagadougou. Haho ligger 298 meter över havet och antalet invånare är 342.
Terrängen runt Haho är platt. Närmaste större samhälle är Kahin, 4,1 km nordväst om Haho.
Omgivningarna runt Haho är en mosaik av jordbruksmark och naturlig växtlighet. Runt Haho är det ganska tätbefolkat, med 52 invånare per kvadratkilometer.